# Dolno Gradtché
Dolno Gradtché (en macédonien Долно Градче) est un village de l'est de la Macédoine du Nord, situé dans la municipalité de Kotchani. Le village ne comptait aucun habitant en 2002.